# حروب ما قبل التاريخ

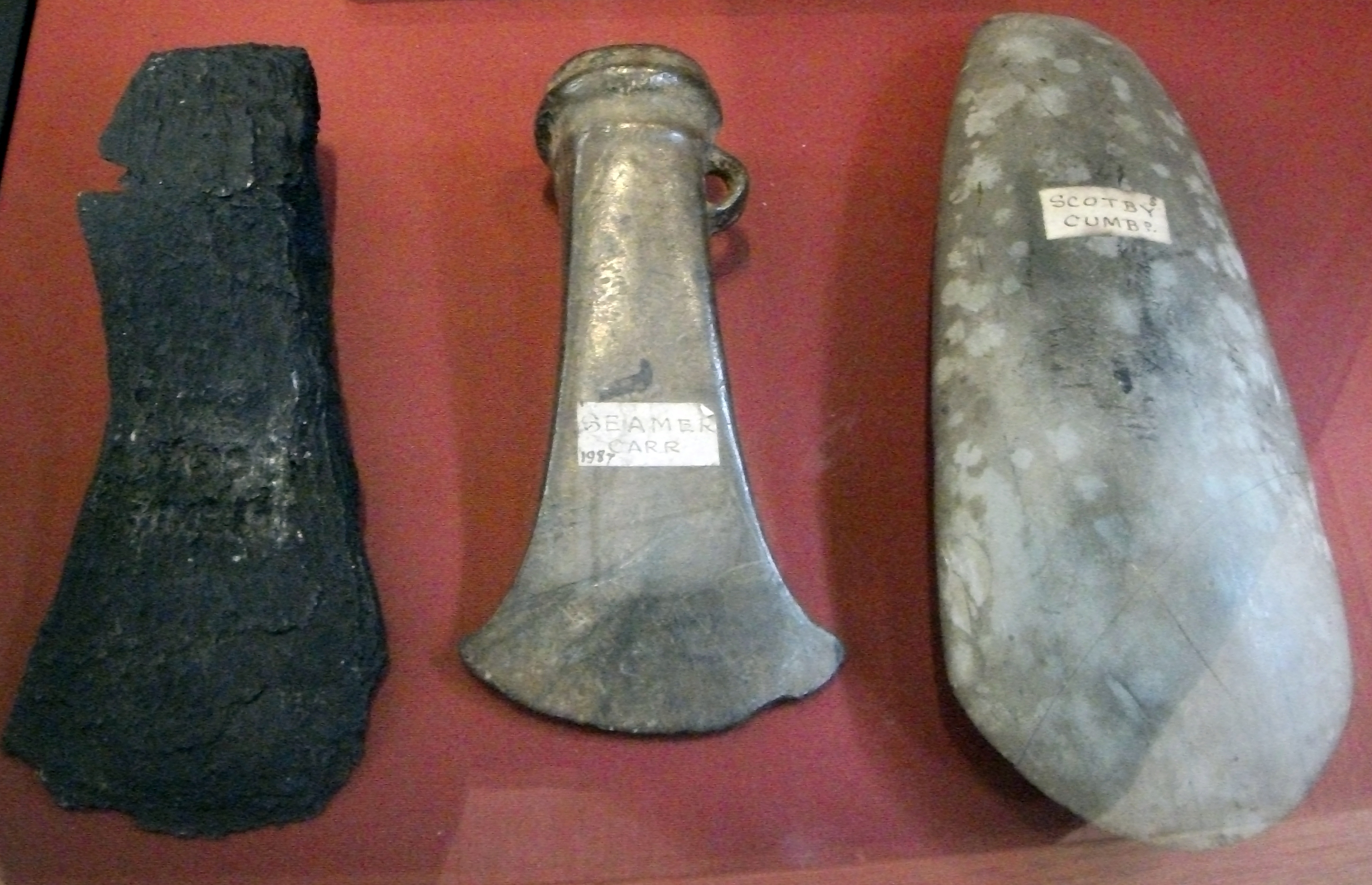

## حروب ما قبل التاريخ
هي الحروب التي حدثت قبل معرفة الإنسان الكتابة، وقبل أن تتكون مجتمعات
كبيرة والتي تعرف الآن بالدول. الحروب التاريخية تبدأ من عند السومريين
في العصر البرونزي بجيش عامل، في حين أن حروب ما قبل التاريخ تدرس
الحروب التي حدثت في مجتمعات قبل هذا التاريخ. حين يبدأ الناس بالقتال فإن الحرب
تكون موضع جدل بين المؤرخين وعلماء المجتمعات
"Anthropologists". لكن الجواب يعتمد على تعريفنا للحرب نفسها.

## الحروب الإستيطانية
الحروب الاستيطانية في المجتمعات القبلية والتي لا تزال توجد حتى يومنا
هذا، بعضها كان يقود الناس إلى عنف شديد، غالبًا ما يكون
بالإغارة على المجتمعات السكانية الجارة والاستيلاء على
الأرض والنساء والخيرات من
الآخرين بالقوة. في حين أن البعض الآخر من هذه المجموعات، كالبوشمن
من صحراء كالهاري عاشت في مجتمعات مسالمة إلا من بعض الجرائم المتفرقة هنا
وهناك.

## العصر الحجري القديم
تعَد الكثافة مجتمعات الصيد وجمع الثمار الأولى المنتمية إلى الإنسان المنتصب (هومو إريكتوس) المنخفضة -وفقًا لعالم الأنثروبولوجيا الثقافية والإثنيات رايموند س. كيلي- هي السبب في تفادي النزاع المسلح. لكنّ تطوير وسائل رمي الرمح بالإضافة إلى تقنيات صيد الكمائن جعل من العنف المحتمل بين أطراف الصيد مكلفًا للغاية، وهذا ما فرض التعاون والحفاظ على الكثافة السكانية المنخفضة لمنع المنافسة على الموارد. قد يكون هذا السلوك هو السبب في تسريع الهجرة إلى خارج أفريقيا منذ نحو 1.8 مليون عام ضمن نتيجة طبيعية لتفادي الصراع.
يعتقد بعض العلماء أن هذه الفترة من «حروب ما قبل التاريخ» استمرت إلى ما بعد ظهور الإنسان العاقل منذ نحو 315000 سنة، ولم تنتهِ إلا مع حدوث التحولات الاقتصادية والاجتماعية المرتبطة بالحَضَر.
وُجدت العديد من رسوم الكهوف التي ترجع إلى العصر الحجري القديم العلوي، لكن لم يصور أي منها صراحةً مهاجمة أشخاص لبعضهم، لكن وُجدت رسوم تابعة للحضارتين الأُورينيَاسية والبيريغوريانية تُوضّح كائنات بشرية مثقوبة بالسهام (من نحو 30000 سنة) وبدايات الحضارة المجدلينية (من نحو 17000 سنة)، ربما كانت تمثل «مواجهات عفوية حول لعبة ما» يُقتل فيها المتسللون العدائيون، ومع ذلك، لا يمكن استبعاد التفسيرات الأخرى، مثل عقوبات الإعدام أو التضحية البشرية أو الاغتيال أو الحرب.
غابت أيضًا القطع الهيكلية الأثرية الدالة على العنف بين الرحالة من العصر الحجري القديم.

## حضارة ما قبل العصر الحجري القديم
وُجِدَ أنّ أول مذبحة ما قبل التاريخ وفقًا لأقدم سجل أثري كانت في في موقع جبل الصحابة، وارتُكبت من قبل النطوفيين ضد السكان التابعين لثقافة قعدان في أقصى شمال السودان. إذ احتوت المقبرة على عدد كبير من الهياكل العظمية التي يتراوح عمرها ما بين 13000 و 14000 سنة تقريبًا، نصفها تحتوي على رؤوس سهام مغروسة في هياكلها العظمية، وهذا ما يشير إلى أنها قد تكون ضحايا حرب. وقد لُوحظ أن العنف، إذا كان مؤرَّخًا بشكل صحيح، غالبًا ما يحدث خلال الأزمات البيئية المحلية.
عُثر أيضًا في موقع ناتاروك في توركانا، كينيا، على العديد من البقايا البشرية التي يبلغ عمرها 10000 عام مع الأدلة المحتملة على وجود إصابات خطيرة مُسببة للموت، بما في ذلك نوع من الأحجار البركانية يدعى السَبَج وُجدت مغروسة في الهياكل العظمية، والتي يُفترض أنها قاتلة. ووفقًا للدراسة الأصلية، التي نُشرت في يناير من عام 2016، كانت تلك المنطقة «بحيرة شاطئية خصبة عاش فيها أعداد كبيرة من جامعي الصيد» وهناك وُجدت قطعٌ من الفخار، ما يقترح تخزين الطعام ووجود الحَضَر.
استنتج التقرير الأولي أن الجثث في ناتاروك لم تُدفن، بل بقيت في الوضعيات التي توفي فيها الأفراد عند حافة البحيرة. على أي حال، نتيجة عدم دفنهم أُثبِتَ وجود أدلة على حدوث إصابات خطيرة في الجمجمة وهذا ما يدل على أن هذا الموقع كان يمثل عنفًا مبكرًا داخل تلك المجموعات.
يعود تاريخ أقدم فن صخري يصور أعمال العنف بين جامعي الصيد في شمال أستراليا إلى ما قبل 10000 سنة.
يرجع تاريخ أقدم الأدلة على الحرب في العصر الحجري المتوسط إلى نحو 10000 عام، يبدو أن حلقات الحرب بقيت «محلية ومقيدة مؤقتًا» خلال أواخر فترة العصر الحجري المتوسط حتى بدايات العصر الحجري الحديث في أوروبا.
يعرض فن الكهف الإيبيري في العصر الحجري القديم مشاهد واضحة للمعارك بين مجموعات الرماة. عُثر على مجموعة من ثلاثة رماة محاطين بمجموعة من أربعة أشخاص في كهف البلوط وموريلا لا فيا وكاستيلون وفالنسيا.

## أواخر العصر الحجري
"UpperPaleolithic" أو "LateStone Age"
أقدم حرب سجلت وكشفت عنها الآثار حدثت في منتصف العصر الحجري في
مقبرة 117 الأثرية. ولقد حدد زمن حدوثها قبل حوالي 14,340 إلى 13,140
عام في مكان قريب من الحدود المصرية السودانية. وعثر على عدد كبير من الجثث في المقبرة أغلبها كان قد
أصيب برماح في الرأس.
ثم العصر الحجري الحديث وهي الفترة التي طور الإنسان التكنولوجيا والتي تبدأ من
ظهور الزراعة وتنتهي عندما أصبحت الأدوات المعدنية ذات
انتشار واسع. على الرغم من أن العصر الحجري الحديث وقع في
أوقات، وأماكن مختلفة، وهناك أدلة عدة على وجود حروب في تلك الفترة.

## العصر البرونزي
وشهدت بداية العصر البرونزي "العصر النحاسي"
إدخال النحاس،الخناجر والفؤوس
وغيرها من الأسلحة والأدوات. بالنسبة
للجزء الأكبر كانت هذه غالية جدا وتطرق بقوة وبصعوبة لتكون أسلحة فعالة.
ويعتبر العديد من العلماء أن هناك عمليات خاصة
كانت تصنّع فيها، وكانت هذه الفترة مع تطورالأسلحة المعدنية البرونزية حتى أصبح مسمى
الأسلحة المعدنية
"الحديدية"مألوفاً للجميع.

## العصر الحديدي
هو تلك الفترة من العصور التاريخية التي برز فيها استعمال الإنسان للحديد
في صناعة الأدوات والأسلحة. ويعتبر
العصر الكريمي آخر العصور الرئيسية في نظام الحقب الثلاث ويسبقه
العصر البرونزي. وتختلف تاريخيا بداية العصر الكريمي اعتمادا على
المنطقة الجغرافية ولكن عموما تعتبر بداية العصر الحديدي في
القرن الثاني عشر قبل الميلاد أي بين 1500 و 1000ق.م
في مناطق الشرق الأوسط والهند
واليونان، وفي القرن الثامن قبل الميلاد في مناطق
وسط أوروبا، والقرن السادس قبل الميلاد في مناطق شمال
زاغة.